# Revista Panta Rei
Panta Rei. Revista digital de Ciencia y Didáctica de la Historia es una revista digital de investigación orientada a la Historia y otras ciencias afines. 

## Objetivo
Su principal objetivo es la transmisión del conocimiento científico, sirviendo de canal para todo aquel investigador interesado en las líneas propias de la revista, la Historia y su Didáctica, así como otras ciencias afines.

## Historia de la revista
Creada en 1995 mediante iniciativa primigenia de los profesores de la Universidad de Murcia (entonces jóvenes licenciados) José Javier Ruiz Ibáñez y José Antonio Molina Gómez, contó con la colaboración de la Asociación de profesores y alumnos de Historia de la Universidad y Enseñanza Media de la Región de Murcia. Tras esta primera etapa, la revista fue retomada por la Asociación Juvenil de Amigos de la Historia y la Arqueología, momento en el que se suma temporalmente al equipo Alejandro Egea Vivancos. De 2006 a 2008 la revista vivió una “2.ª época”, intervalo coordinado por la Asociación de Jóvenes Historiadores y Arqueólogos de Murcia (a cargo de la cual se encontraba Ángel Luis González Torres).
A partir del año 2013, el CEPOAT se hace cargo de la revista y la convierte de manera definitiva en digital.

## Organización y Gestión
El CEPOAT (Centro de Estudios del Próximo Oriente y la Antigüedad Tardía de la Universidad de Murcia) es la institución encargada de la coordinación y gestión de la revista, desde donde anualmente se lanza la convocatoria para aquellos que están interesados en publicar sus trabajos, siempre relacionados con la Historia y otras ciencias o disciplinas afines (Arqueología, Historia del Arte, Filología Clásica, Didáctica de las Ciencias Sociales, Historia del Derecho, etc.).
En los distintos apartados de esta página Web se podrá acceder tanto a las convocatorias y sus bases reguladoras, como a los números anteriores y los medios de contacto.
- ISSN-e: 2386-8864.
- ISSN (edición en papel): 1136-2464.
- Depósito legal (edición en papel): MU-966-1995.
- Periodicidad anual.

Todos los trabajos editados en Panta Rei se someten a evaluaciones previas por expertos del Consejo Asesor y el Consejo de Redacción. Todos los artículos publicados están sometidos al sistema de evaluación ciega, que garantiza el anonimato en la revisión de los manuscritos. 